# CNIL
La Commission nationale de l'informatique et des libertés o CNIL è un'autorità amministrativa indipendente francese incaricata di assicurare l'applicazione della legge sulla tutela dei dati personali nei casi in cui si effettuino raccolte, archiviazioni ed elaborazioni di dati personali. La CNIL fu creata con la legge n. 78-17 del 6 gennaio 1978.
La CNIL è formata da 17 membri di cui 4 sono membri del Parlamento (Assemblée nationale e Sénat).

## Storia
La CNIL è stata creata in risposta allo sdegno pubblico contro il programma SAFARI, che è stato un tentativo da parte del governo francese di creare un database centralizzato che consenta ai cittadini francesi di essere identificati personalmente da diversi servizi governativi. Il 21 marzo 1974, un articolo sul quotidiano Le Monde, "SAFARI ou la chasse aux Français" (SAFARI o la caccia ai Francesi) portò l'attenzione pubblica sul progetto. Il ministro dell'Interno Jacques Chirac, appena nominato in seguito agli eventi del maggio 1968, ha dovuto affrontare il tumulto pubblico. Chirac fu il successore di Raymond Marcellin, il quale era stato costretto a dimettersi alla fine di febbraio 1974 dopo aver tentato di mettere le intercettazioni telefoniche negli uffici del settimanale Le Canard enchaîné.
Il massiccio rifiuto popolare delle attività del governo in questo settore ha portato alla creazione della CNIL.
All'inizio del 1980, quando la CNIL iniziò le sue attività principali, il conduttore Patrick Poivre d'Arvor annunciò che la CNIL aveva registrato 125 000 file. Alla fine del 1980, Poivre d'Arvor contava 250 000 file (pubblici e privati).

## Composizione e indipendenza
La CNIL è composta da diciassette membri di varie entità governative, quattro dei quali sono membri del parlamento francese (Assemblée nationale e Sénat); dodici di questi membri sono eletti dalle loro organizzazioni rappresentative nella CNIL.
Lo status di ente amministrativo della CNIL conferisce l'indipendenza totale di scegliere la propria linea d'azione. Tuttavia, il suo potere è limitato e definito dalla legge. La CNIL è finanziata dal bilancio della Repubblica francese.
| Presidente della CNIL     | Inizio             | Fine               |
| ------------------------- | ------------------ | ------------------ |
| Pierre Bellet             | Dicembre 5, 1978   | Novembre 27, 1979  |
| Jacques Thyraud           | 1979               | 1983               |
| Jean Rosenwald            | 1983               | Giugno 1984        |
| Jacques Fauvet            | Giugno 14, 1984    | 1999               |
| Michel Gentot             | Febbraio 3, 1999   | Gennaio 7, 2004    |
| Alex Türk                 | Febbraio 3, 2004   | Settembre 21, 2011 |
| Isabelle Falque-Pierrotin | Settembre 21, 2011 |                    |

## Potere
La CNIL registra la configurazione dei sistemi di informazione che elaborano i dati personali sui territori francesi. A settembre 2004, erano state fatte oltre 800 000 dichiarazioni di tali sistemi. Inoltre, la CNIL controlla la legge da applicare in questo settore, così come in circa 50 'missioni di controllo' annuali. La CNIL può mettere in guardia le organizzazioni o le persone che risultano non conformi alla legge, e anche segnalarle al Parquet.
- 300 sistemi di informazione nominali registrati giornalmente.
- 8 000 telefonate gestite ogni mese.
- 4 000 richieste o richieste di informazioni ricevute ogni anno.

## Regolamentazione
I principi fondamentali per la regolamentazione del trattamento dei dati personali sono i seguenti (elenco non esaustivo):
- sono vietati tutti i mezzi illegali di raccolta dei dati;
- lo scopo dei file di dati deve essere esplicitamente indicato;
- le persone registrate nei file devono essere informate dei loro diritti, ad esempio per la rettifica e la cancellazione dei dati su richiesta;
- infine, nessuna decisione su un individuo può essere decisa da un computer.

L'archiviazione di informazioni sensibili può comportare una pena detentiva di cinque anni e una multa di 300000 €.

## Contesti europei e internazionali
La Germania nel 1971, la Svezia nel 1973 e la Francia nel 1978 furono i primi tre a votare per una legge: "Computer e libertà".
Strutture internazionali, economiche e politiche sono state create o assegnate per applicare le direttive CNIL. Tra questi vi sono l'Organizzazione per la cooperazione e lo sviluppo economico (OCSE) nel 1980, il Consiglio d'Europa nel 1981 e le Nazioni Unite (ONU) nel 1990. Nel 1995 la Commissione europea ha votato attraverso una direttiva in questo modo. A partire dal 2004, 25 paesi hanno applicato questa direttiva.